# Barwar
Barwar è una suddivisione dell'India, classificata come nagar panchayat, di 11.800 abitanti, situata nel distretto di Lakhimpur Kheri, nello stato federato dell'Uttar Pradesh. In base al numero di abitanti la città rientra nella classe IV (da 10.000 a 19.999 persone).

## Geografia fisica
La città è situata a 25° 30' 21 N e 79° 8' 23 E e ha un'altitudine di 164 m s.l.m..

## Società

### Evoluzione demografica
Al censimento del 2001 la popolazione di Barwar assommava a 11.800 persone, delle quali 6.314 maschi e 5.486 femmine. I bambini di età inferiore o uguale ai sei anni assommavano a 2.256, dei quali 1.208 maschi e 1.048 femmine. Infine, coloro che erano in grado di saper almeno leggere e scrivere erano 5.027, dei quali 3.125 maschi e 1.902 femmine.